# Hermesias
Hermesias là một chi thực vật có hoa trong họ Đậu.